# Otto Voss (Pianist)

Otto Voss

Otto Voss (* 13. Januar 1875 in New York; † 15. Oktober 1946 in Heidelberg) war Konzertpianist, Klavierpädagoge und Komponist.

## Leben
Otto Voss wuchs in New York auf, wo er eine strenge asketische Jugend verbrachte und wie sein vier Jahre älterer Bruder Fred früh Klavier zu studieren begann. Sein Vater Friedrich Voss war Musiker (Englischhorn) und nach der Emigration 1866 in die Vereinigten Staaten Makler.
Als Otto Voss elf Jahre alt war, übersiedelte die Familie nach Leipzig, wo er schon in der Schulzeit Schüler am Konservatorium wurde. Seine Lehrer waren Carl Reinecke für Klavier und Gustav Schreck für musiktheoretische Fächer. 1890–1893 war er Schüler des Klavierpädagogen Theodor Leschetizky. 1895 berief ihn Leschetizky als seinen Assistenten nach Wien. 1900 spielte er zwei Konzerte mit dem Philharmonischen Orchester und gab drei Klavierabende. Daraufhin wurde er für drei Jahre für die Ausbildungsklasse für Klavier ans Stern’sche Konservatorium verpflichtet, wo er später zum Lehrer der Meisterklasse avancierte.
Ab 1905 machte Voss mehrere Konzertreisen in Deutschland und England, wo er unter anderem mit dem Henry Wood Orchestra konzertierte. 1908 wurde er nach Mittelamerika für 29 Konzerte verpflichtet, woraus wegen des großen Erfolges 37 wurden. Er spielte unter Arthur Nikisch in Berlin und mit vielen deutschen Orchestern, darunter die Meininger Hofkapelle und das Pfalzorchester. 1909 gründete er mit Philipp Wolfrum die Heidelberger Musikakademie, die der Universität angegliedert war und der er 13 Jahre lang als Direktor vorstand.
1925 vollendete er sein Klavierkonzert in b-Moll, das 1927 in Mannheim uraufgeführt wurde unter der Leitung von Ernst Boehe. Außer zwei Jahren in Berlin (1928–1930) lebte und wirkte er in Heidelberg.
Seit dem 1. Dezember 1931 war er Mitglied der NSDAP (Mitgliedsnummer 729.565).  Am 5. Mai 1933 war er einer der Unterzeichner eines denunziatorischen Angriffs auf Fritz Jöde. Seine Bejahung des NS-Regimes geht auch aus den Zehn kleinen Stücken für Klavier aus dem Jahr 1938 hervor, mit Titeln wie: Im Marschtritt und Der lustige Pimpf.
Er war zweimal verheiratet. Aus erster Ehe mit Adele Engelmann hatte er zwei Töchter und einen Sohn Dieter, der 1941 im Krieg fiel. Adele war die Tochter von Jacob Engelmann (1844–1906) und der Fanny, geborene Fleiner (1855–1922), die eine Schwester von Fritz Fleiner war. In zweiter Ehe war er mit Lotte Pehlke verheiratet.

## Sein Spiel
Seine Spielweise wird als sehr kraftvoll und rhythmisch prägnant beschrieben. In London hat er an einem Abend die Konzerte von Saint-Saëns (c-Moll), Liszt (Es-Dur) und Tschaikowsky gespielt. The Times schreibt am 16. Mai 1904:
„The muscles of his hands and arms are evidently finely developped, as regards both force and control, his technique is singularly finished and in the matter of tone and tone gradation he has nothing to learn.“
In The Daily News steht einen Monat später, am 16. Juni 1904, zu lesen:
„Indeed it is a long while since I have heard a more satisfactory or more interesting interpretation of the Sonata “Appassionata” of Beethoven. It was restrained and yet emotional, and the reading was big and full of individual life.“

## Das Repertoire
Das Repertoire von Otto Voss umfasste die Klassiker und Romantiker Chopin, Schumann und Liszt, das Wesentliche von Beethoven (alle späten Sonaten, Variationen, Konzerte), Mozart (9 Sonaten und Konzerte in d- und c-Moll) Brahms (beide Konzerte, Intermezzi, Rhapsodie in g, Variationen Händel/Paganini), C. M. v. Weber, Mendelssohn, Schubert (Impromptus, Moment Musical, Wanderer-Fantasie (auch mit Orchester) Erlkönig-Liszt), alle Konzerte, von J. S. Bach: Chromatische Fantasie und Fuge, Italienisches Konzert, Toccata und Fuge (Tausig), Orgelfugen in a (Liszt) und D (Reger), Div. Präludien und Fugen aus dem Wohltemperierten Klavier, Debussy (Ministrels, Feu d’artifice, Childrens Corner), Konzerte von Grieg, Henselt, Tschaikowsky, Saint-Saëns, Anton Rubinstein und Richard Strauss (Burleske für Klav. und Orch).

## Kompositionen
- Konzert für großes Orchester und Klavier in b-Moll,
- Konzertetüde in Oktaven,
- Rhapsodie,
- Caprice,
- Zwei Chansonetten,
- 9 Kleine Stücke,
- 3 Konzertstücke,
- Elegische Improvisation,
- 7 Veränderungen über ein Thema von Bach,
- Cellokonzert in E-Dur,
- Lieder

Bearbeitungen für Klavier
- Etude f-moll für die linke Hand (Chopin),
- Perpetuum mobile für die linke Hand (Weber),
- Variationen (Hummel),
- Gigue (Händel),
- Etude, Si oiseau j'étais (Henselt)[6]